# ألبوم تجميعي

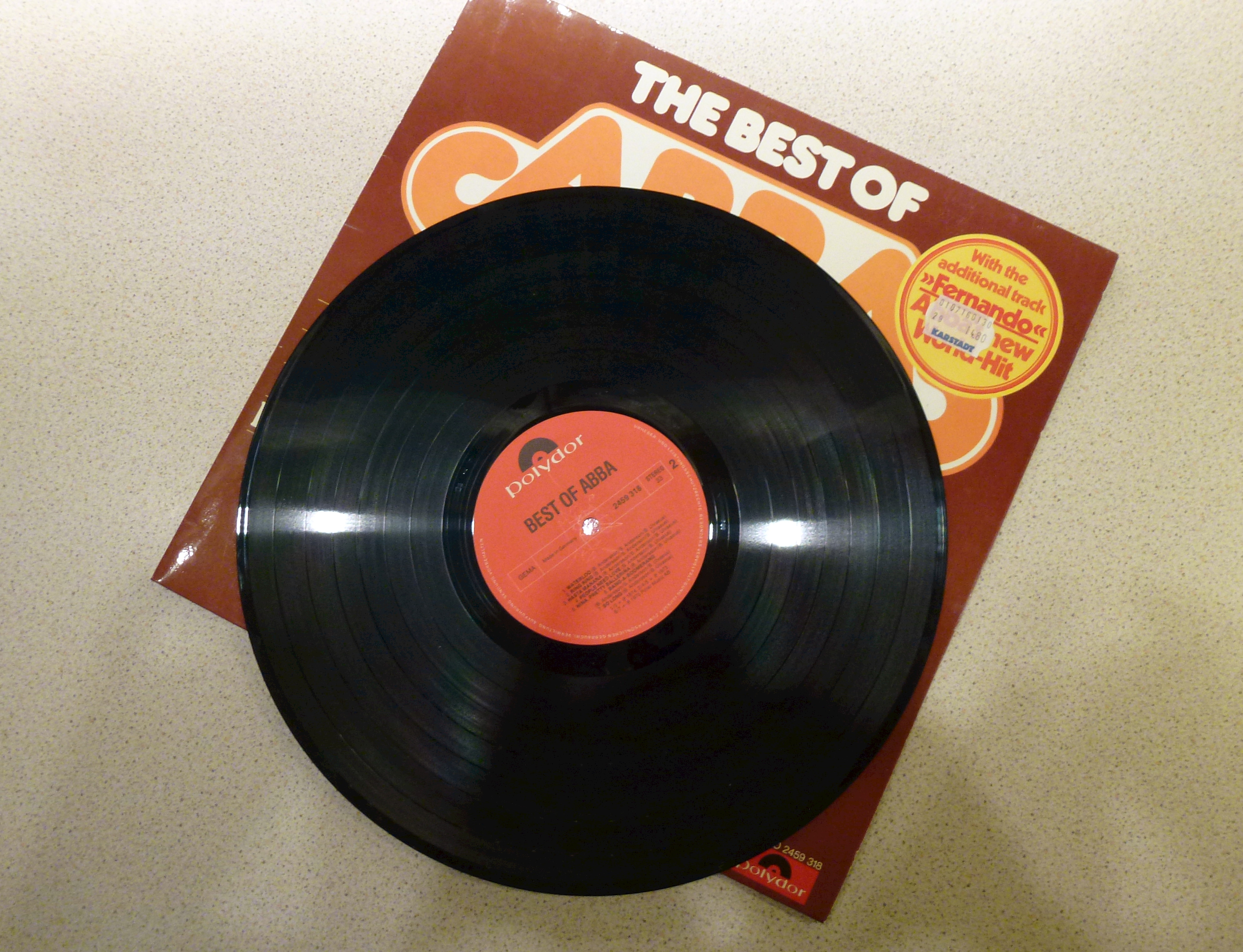

ألبوم التجميع أو الألبوم التجميعي هو ألبوم يستعرض الأغاني من قبل فنان واحد أو عدة فنانين، في العادة تكون من عدة مصادر ( ألبوم إستوديو، ألبوم مباشر، أغنية منفردة، عينة ). تُجمع الأغاني عادةً طبقاً لشعبية الشخصية، عندما تكون كل الأغاني مسجلة لفنان واحد، يسمى الألبوم (ألبوم معاد تسجيله).